# Велике Султаново
Велике Султа́ново (рос. Большое Султаново) — присілок у складі Сафакулевського округу Курганської області, Росія.
Населення — 333 особи (2010, 447 у 2002).
Національний склад станом на 2002 рік:
- башкири — 96 %